# Шейно (Торопецкий район)
Шейно — деревня в Пожинском сельском поселении Торопецкого района Тверской области России.

## География
Расположена примерно в 3 верстах к северо-западу от деревни Пожня на реке Ока.

## Климат
Деревня, как и весь район, относится к умеренному поясу северного полушария и находится в области переходного климата от океанического к материковому. Лето с температурным режимом +15…+20 °С (днём +20…+25 °С), зима умеренно-морозная −10…−15 °С; при вторжении арктических воздушных масс до −30…-40 °С.
Среднегодовая скорость ветра 3,5—4,2 метра в секунду.

## История
В списке населённых мест Торопецкого уезда Псковской губернии за 1885 год значатся погост Шейно (4 двора, 11 жителей, православная церковь) и сельцо Шейно (5 дворов, 26 жителей, винокуренный завод).

В 1804 (по другим данным в 1829) году в Шейно была построена каменная церковь Иоанна, архиепископа Новгородского. Храмовый комплекс состоял из прямоугольного объёма собственно церкви, увенчанного небольшой главкой, и двухъярусной колокольни. Закрыт в 1930-е. В настоящее время церковь разрушена, осталась только только коробка стен без перекрытий.

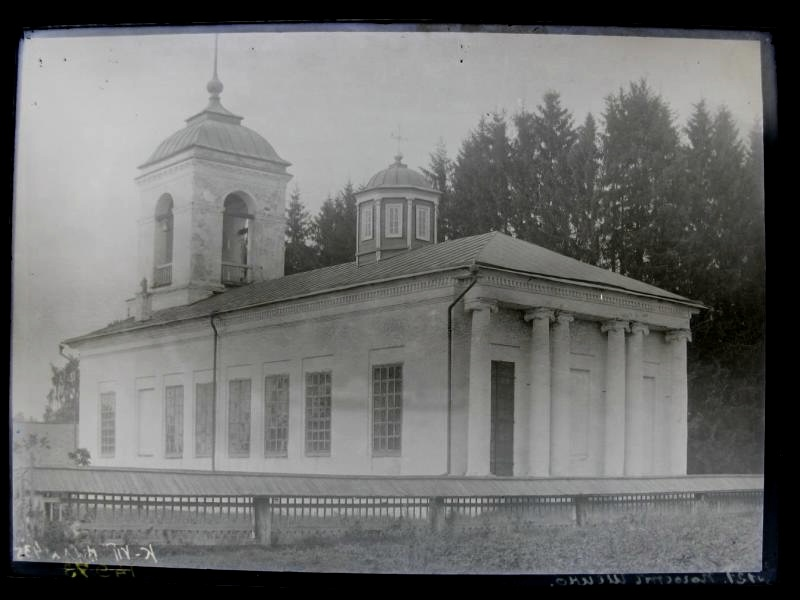
Иоанновская церковь в начале 20 века
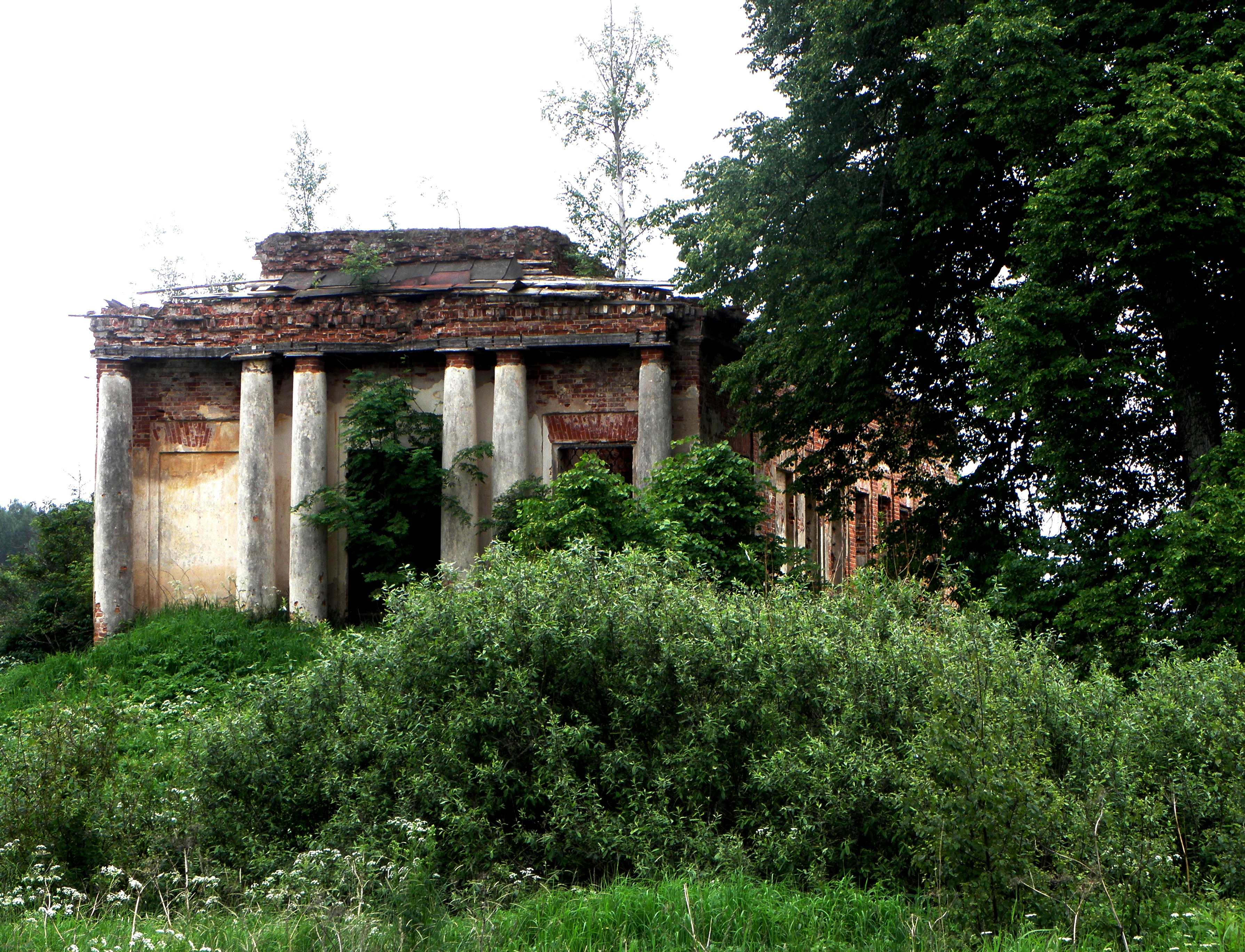
Современное состояние церкви

В годы Великой Отечественной войны в деревне Шейно дислоцировалась группа по руководству партизанским движением и подпольем. Руководил этой Северо-Западной группой секретарь ЦК Компартии Белоруссии Г. Б. Эйдинов. Калининская область приютила тогда у себя штаб и базу белорусских партизан. Дорогой для связи с ними, особенно с партизанами Витебщины, служили так называемые Суражские ворота. Через них перебрасывались вновь сформированные партизанские отряды и группы, боеприпасы, продовольствие, зимняя одежда, а из вражеского тыла эвакуировались раненые и больные. Возглавлял эту работу и представлял интересы калининских партизан начальник опергруппы 3-й ударной армии И. Н. Кривошеев.

## Население
| 2010 |
| ---- |
| 18   |

## Известные люди
В деревне родился русский военно-морской деятель Иван Логгинович Голенищев-Кутузов.